# Vega de Monasterio
Vega de Monasterio es una localidad española perteneciente al municipio de Cubillas de Rueda, en la provincia de León, comunidad autónoma de Castilla y León.

## Geografía

### Ubicación
| Noroeste: Carbajal de Rueda | Norte: Carbajal de Rueda | Noreste: Quintanilla de Rueda |
| Oeste: Villacidayo          |                          | Este: Quintanilla de Rueda    |
| Suroeste Villacidayo        | Sur: Cubillas de Rueda   | Sureste: Cubillas de Rueda    |

## Demografía
Evolución de la población
| Gráfica de evolución demográfica de Vega de Monasterio entre 2000 y 2017 |
|                                                                          |
| Población de derecho (2000-2017) según el padrón municipal del INE       |